# Borowo (powiat koniński)
Borowo – wieś w Polsce położona w województwie wielkopolskim, w powiecie konińskim, w gminie Krzymów.
W latach 1975–1998 miejscowość należała administracyjnie do województwa konińskiego.
We wsi znajduje się stary cmentarz ewangelicki.